# 古尔迪耶日
古尔迪耶日（法語：Gourdièges，法語發音：[ɡuʁdjɛʒ]）是法国康塔尔省的一个市镇，属于圣弗卢尔区。

## 地理
古尔迪耶日（44°56'13"N, 2°52'50"E）面积8.46 平方千米，位于法国奥弗涅-罗讷-阿尔卑斯大区康塔爾省，该省份为法国中南部省份，位于法國中央高原中心，北起科雷兹省、上盧瓦爾省和多姆山省，西接洛特省和科雷兹省，南至阿韦龙省和洛特省，东临上盧瓦爾省和洛泽尔省。
与古尔迪耶日接壤的市镇（或旧市镇、城区）包括：塞藏、皮埃尔福、圣玛丽、特吕耶尔河畔讷韦格利斯。

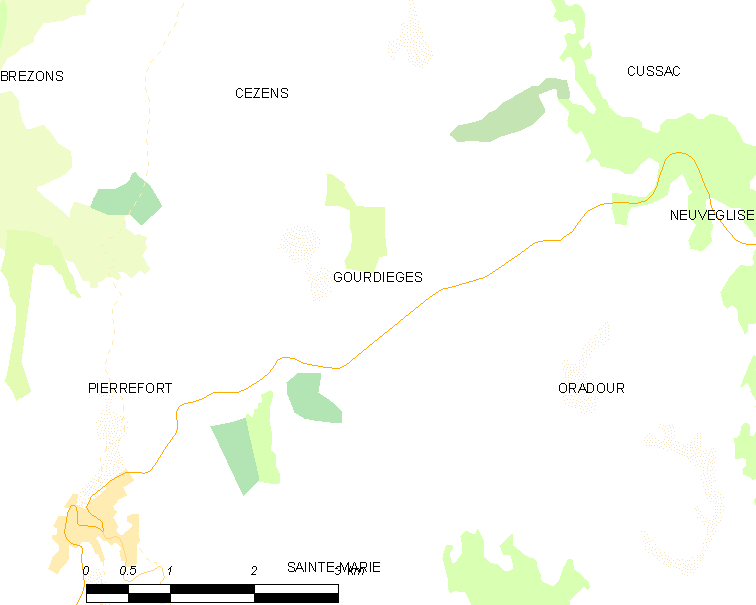
古尔迪耶日的OSM定位图

古尔迪耶日的时区为UTC+01:00、UTC+02:00（夏令时）。

## 行政
古尔迪耶日的邮政编码为15230，INSEE市镇编码为15077。

## 政治
古尔迪耶日所属的省级选区为圣弗卢尔第二县。

## 人口

1962-2008年间古尔迪耶日人口变化图示

古尔迪耶日于2022年1月1日时的人口数量为68人。